# Fargesia nitida
Fargesia nitida là một loài thực vật có hoa trong họ Hòa thảo. Loài này được (Mitford) Keng f. ex T.P.Yi mô tả khoa học đầu tiên năm 1985.

## Hình ảnh

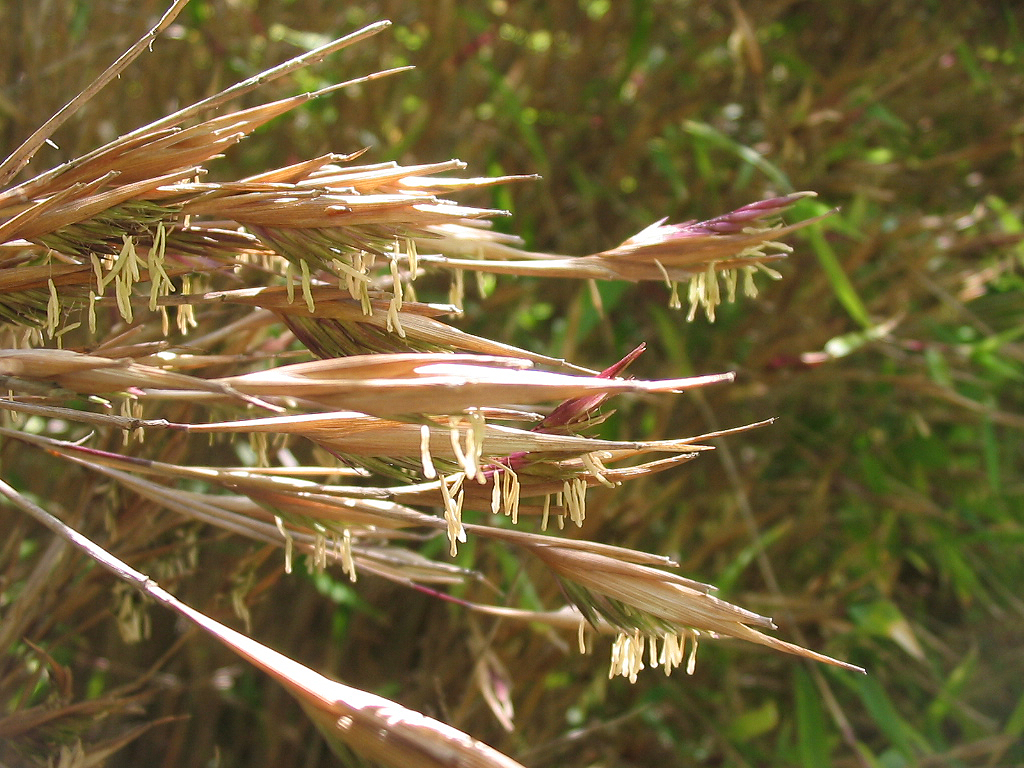
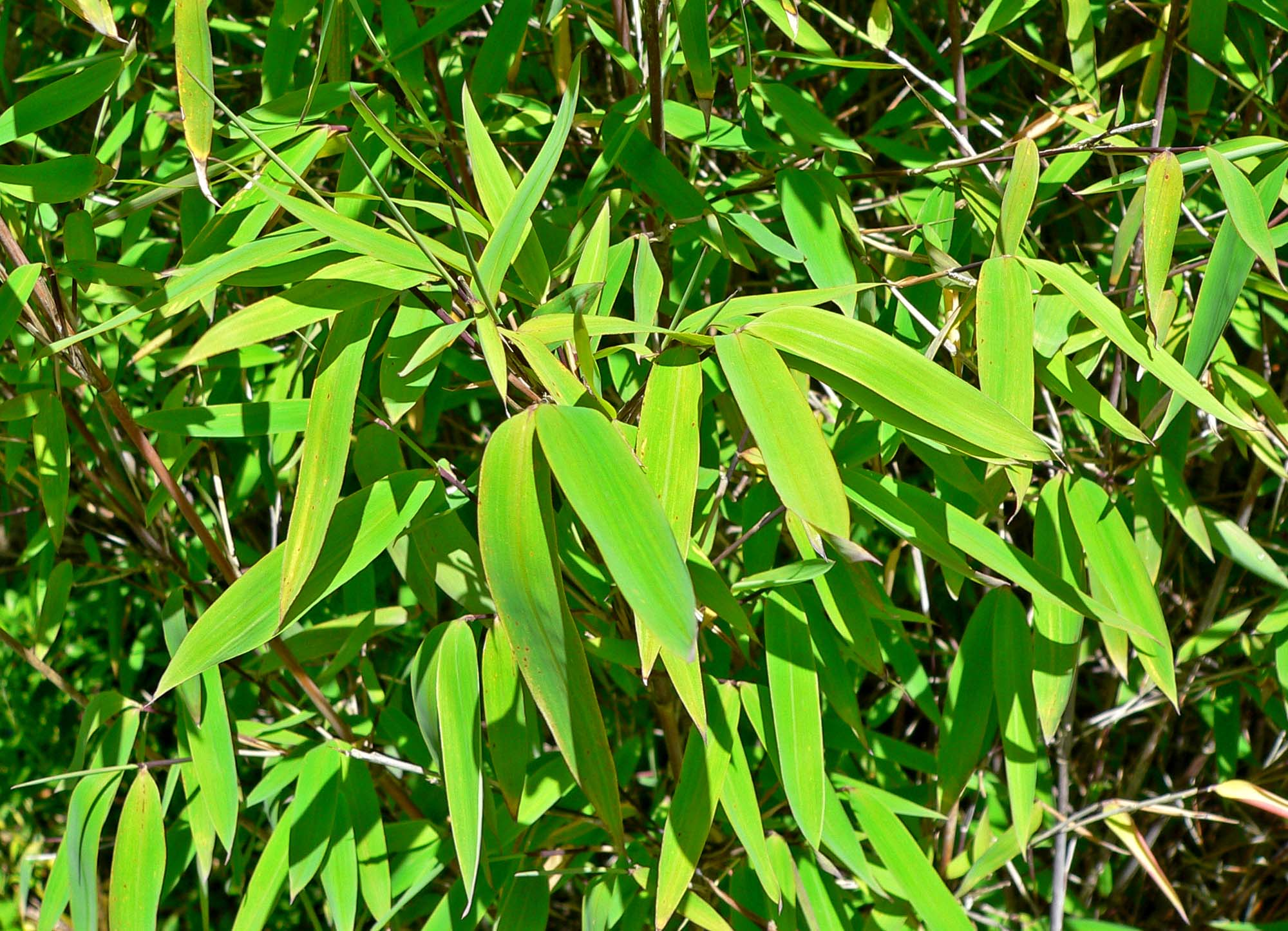
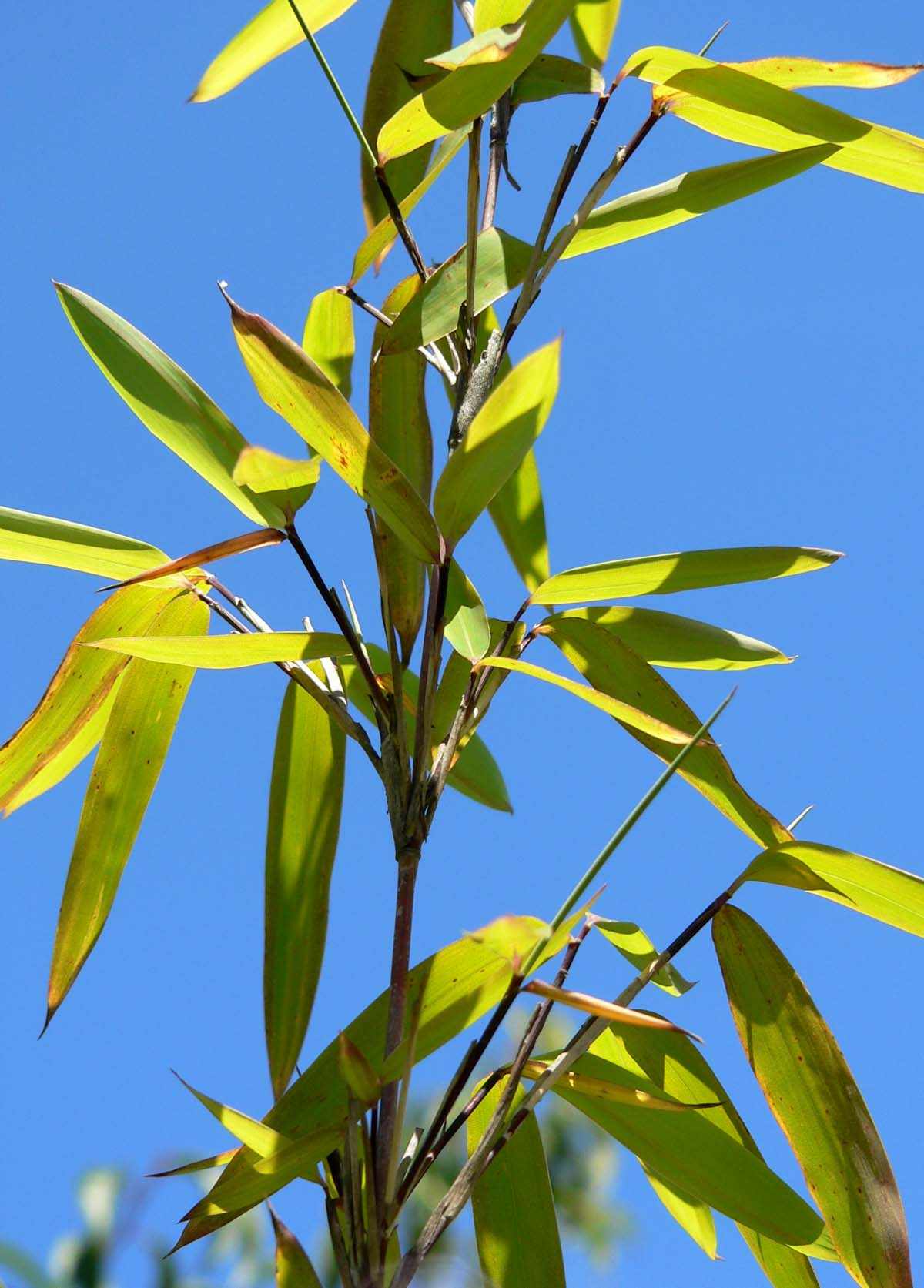
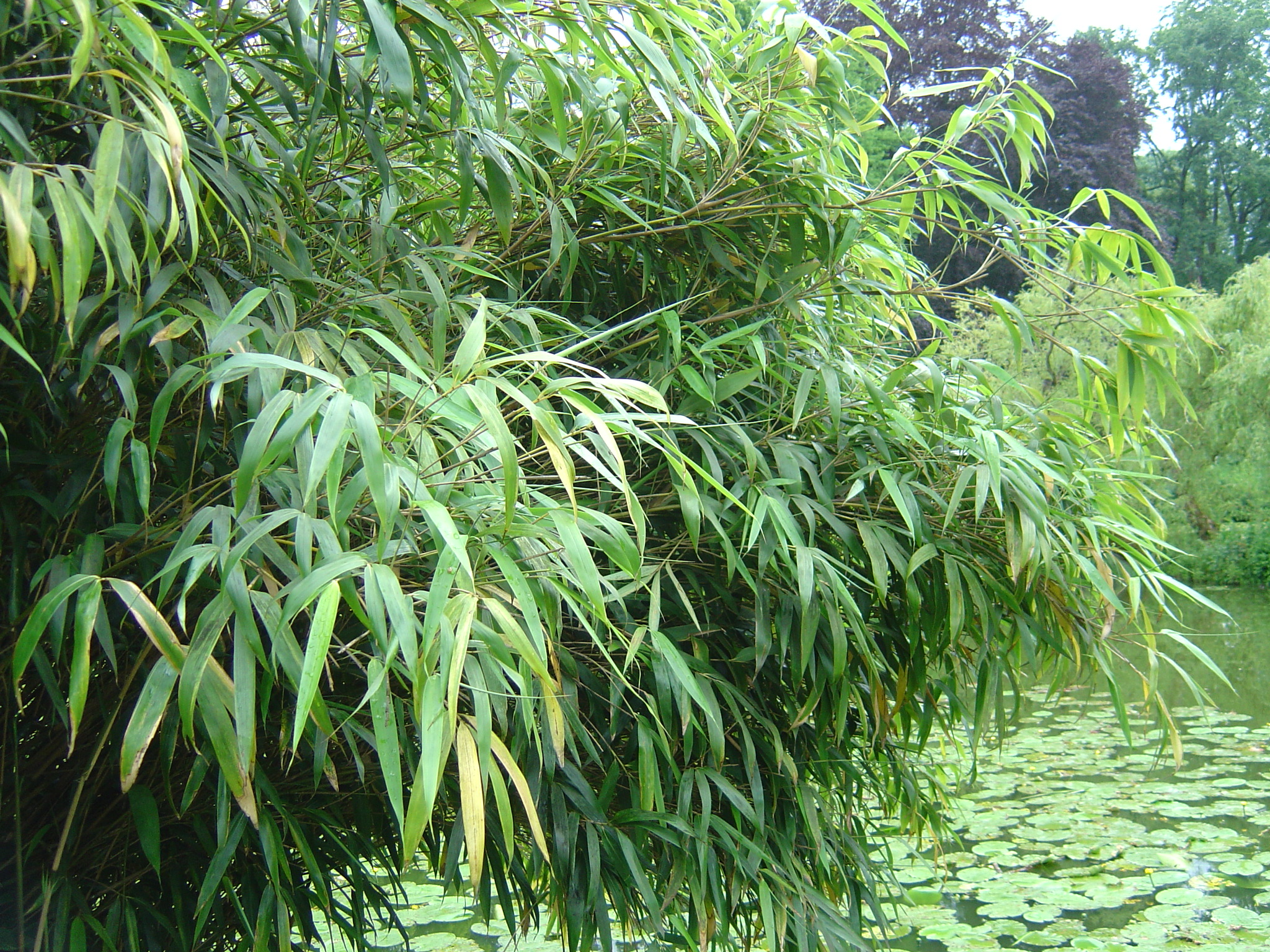